# Urim i Tummim

„Urim i Tummim”

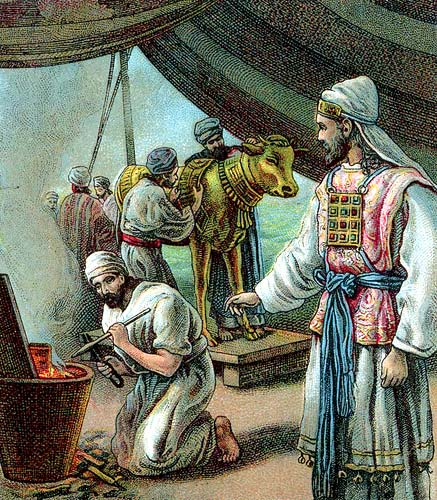
Aaron ulegając namowom niezadowolonego ludu dał się nakłonić do budowy złotego cielca (Księga Wyjścia 32, 1-4); Jego szatę zdobił pektorał z 12 kamieniami szlachetnymi

Urim i Tummim (hebr. ‏אורים ותומים‎) – w starożytnym judaizmie dwa, różniące się kolorem (najprawdopodobniej biały i czarny), kamienie należące do arcykapłana, służące jako losy do objawiania Bożych wyroków.
Urim to liczba mnoga od światło, natomiast Tummim można przetłumaczyć jako doskonałość, lecz także niewinność, czystość lub prawda, przy czym też jest to forma liczby mnogiej. 

## Judaizm
Były przechowywane w pektorale (napierśniku Efodu), który arcykapłan nosił na piersi. W Biblii wymienione są kilkakrotnie: Wj 28:15-30 (przy opisie pektorału); Kpł 8:8 (ustanowienie Aarona i jego synów kapłanami); Pwt 33:8 (Błogosławieństwo Mojżesza nad Lewim.); Ezd 2:63 (wzmianka) i Ne 7:65 (wzmianka o zaginięciu). Nie jest znana jednak ani ich budowa ani technika posługiwania się nimi. Prawdopodobnie można było uzyskać przy ich pomocy tylko odpowiedź na pytanie z alternatywą tak/nie. Według niektórych biblistów z biegiem czasu Urim i Tummim zostały wmontowane do Arcykapłańskiego Efodu i wraz z 10 innymi kamieniami symbolizowały 12 pokoleń Izraela. Pismo Święte natomiast mówi, że imiona plemion Izraela były wyryte na dwóch kamieniach onyksowych po 6 imion na każdym i umieszczone na naramiennikach (Księga Wyjścia 28:9-12) oraz na zestawie 12 innych, szlachetnych kamieni umieszczonych w 4 rzędach na napierśniku, w którym to przechowywano Urim i Tummim (Księga Wyjścia 28:17-21).
Prawdopodobnie posługiwano się nimi do czasu zburzenia Pierwszej Świątyni w 586 r. p.n.e. Po powrocie z niewoli Nehemiasz podczas spisu powracających przekazuje informację, że dotychczas nie powrócił Arcykapłan noszący Urim i Tummim; Ne 7:65. Natomiast w Talmudzie można odnaleźć różne spekulacje dotyczące losów kamieni Urim i Tummim.
Józef Flawiusz w dziele Dawne dzieje Izraela ks. III 216 opisuje, że za pomocą przyszytych do pektorału, znajdującego się na piersiach arcykapłana, dwunastu kamieni, Bóg zapowiadał zwycięstwo wojownikom mającym toczyć bitwę. Zanim zdążyli oni do boju wyruszyć, świetlisty blask tryskał z kamieni dając do zrozumienia wszystkim to obserwującym, że Bóg postanowił wesprzeć wyruszających i czeka ich zwycięstwo. Kamienie przestały świecić około 135–105 r. p.n.e., w czasie śmierci Jana Hirkana, czyli w końcu rządów teokratycznych.

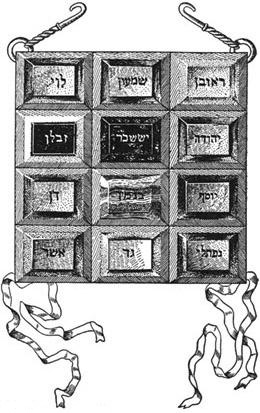
Pektorał który arcykapłan nosił na piersi
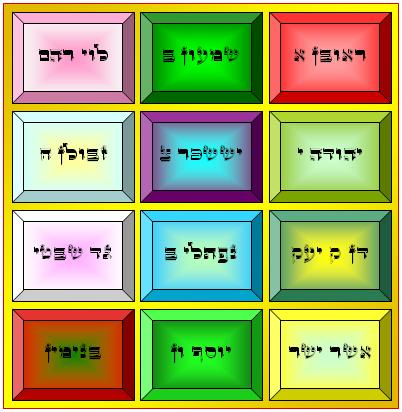
Zestaw 12 szlachetnych kamieni umieszczonych w 4 rzędach na napierśniku[a]

## Mormonizm

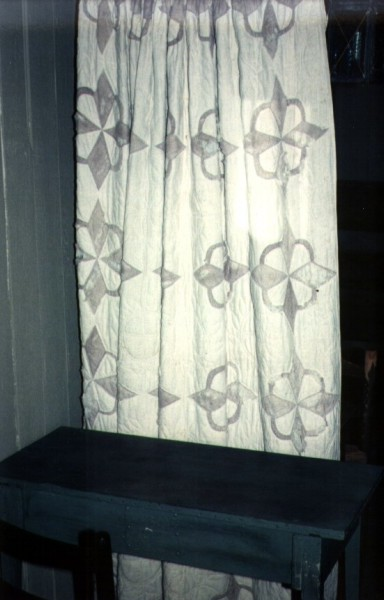
Zasłona za którą zdaniem świętych w dniach ostatnich Joseph Smith miał tłumaczyć Księgę Mormona przy pomocy Urim i Tummim

Zdaniem świętych w dniach ostatnich w XIX wieku na wzgórzu Kumorah Joseph Smith wykopał wspomniane kamienie i dzięki ich pomocy przetłumaczył Księgę Mormona.